# Sindre Henriksen
Sindre Henriksen (Bergen, 24 de julio de 1992) es un deportista noruego que compite en patinaje de velocidad sobre hielo. 
Participó en los Juegos Olímpicos de Pyeongchang 2018, obteniendo una medalla de oro en la prueba de persecución por equipos (junto con Håvard Bøkko, Simen Spieler Nilsen y Sverre Lunde Pedersen). Ganó dos medallas en el Campeonato Mundial de Patinaje de Velocidad sobre Hielo en Distancia Individual, plata en 2019 y bronce en 2017.

## Palmarés internacional
| Juegos Olímpicos                           | Juegos Olímpicos            | Juegos Olímpicos  | Juegos Olímpicos        |
| Año                                        | Lugar                       | Medalla           | Prueba                  |
| ------------------------------------------ | --------------------------- | ----------------- | ----------------------- |
| 2018                                       | Pyeongchang (Corea del Sur) | Medalla de oro    | Persecución por equipos |
| Campeonato Mundial en Distancia Individual |                             |                   |                         |
| Año                                        | Lugar                       | Medalla           | Prueba                  |
| 2017                                       | Gangneung (Corea del Sur)   | Medalla de bronce | Persecución por equipos |
| 2019                                       | Inzell (Alemania)           | Medalla de plata  | Persecución por equipos |